# Hazánk (pártlap)
A Hazánk 1945–1949 között, 1956-ban és 2007-től megjelenő folyóirat, a Demokrata Néppárt (DNP) majd a Kereszténydemokrata Néppárt (KDNP) lapja. A hetilapként, majd napjainkban havilapként megjelenő újság a párt hírein túl a kereszténydemokrácia értékeinek közvetítője is egyben. A lap székhelye Budapest. A felelős szerkesztő az első időkben Barankovics István volt, az 1956 novemberében megjelent egyetlen számot Mihelics Vid szerkesztette, 2007-től pedig egy ideig Brém-Nagy Ferenc volt az újság felelős szerkesztője. 2022-ben a főszerkesztő Haág Zalán volt.

## A lap 1945–1949 között
Az 1944 őszén megalakuló Demokrata Néppárt egy évvel az alakulása és fél évvel a második világháború európai lezárása után jelentkezett saját, hivatalos pártlappal. 1945. október 18-án jelent meg először az újság, de az első megjelenést több hónap csend követte, hiszen a párt végül is nem indult az 1945. november 4-i nemzetgyűlési választásokon, és a DNP anyagilag nem engedhette meg magának önállóan a lap működtetését. Az első számban Barankovics István főtitkár mutatta be részletesen a párt programját, de olvasható írás Szekfű Gyulától és Eckhardt Sándortól, illetve vers Sík Sándortól is.
„A szeretet túlzása volt, vagy talán a nemzeti életösztön görcsös felágaskodása bennünk, hogy kétségbeesett reménnyel reméltünk egy új kossuthi talpraállásban, mikor a világos látás önkínzó keservével és a mentésre mozduló akarat elégtelenségének érzetével tudtuk, hogy a megvadult lovak szájába zablát vetni nem tudunk, s az eldobott követ esési íve közepén megállítani képesek nem leszünk. […] A külső körülmények megváltoztak körülöttünk; de az intézmények gyökeres átalakulásához nem fűzhetünk nagy reményeket, ha az ember, ki a kereteket élettel tölti meg, a régi marad.” Barankovics István, Hazánk, 1. évf. 1. szám.
1946 januárjában kapott aztán kormányzati engedélyt a DNP, ekkortól jelent meg folyamatosan, hetilapként az orgánum. Lett volna igény az olvasók és a szerkesztők részéről egyaránt arra, hogy naponta is megjelenjen a lap, erre azonban nem kapott engedélyt a párt. A már említetteken túl rendszeresen írt a Hazánkba Babóthy Ferenc, Bálint Sándor, Kováts Ferenc, Pörneczi József és Rónay György. A főszerkesztő Mihelics Vid volt. Mivel a párt bázisa a falu agrárnépessége volt, ezért a folyóirat kiemelt figyelmet szentelt a mezőgazdaság és a paraszti gazdálkodás kérdéseinek. A cikkek foglalkoztak továbbá a DNP működésén túl a belpolitika más történéseivel és világpolitikával, kulturális rovata is volt a folyóiratnak, valamint külön szakaszban foglalkozott a kommunista propaganda által terjesztett hamis hírekkel, hazugságokkal. Az adott periódusban a lap utolsó száma nem sokkal Mindszenty József esztergomi érsek letartóztatása után, a DNP politizálásának ellehetetlenülésekor, 1949. január 28-án jelent meg.

## Hazánk 1956-ban
A kényszerű 1949-es megszűnés után az 1956-os forradalom idején a Hazánk egy szám erejéig újra elindult, ahogy a Demokrata Néppárt is újraaktivizálódott. A kétoldalas lapot ismét Mihelics Vid szerkesztette. Az éppen november 4-én megjelenő újságban még őszinte reménységgel nyilatkoztak, és a megnyert szabadsággal járó „roppant felelősségről” írtak.

## Hazánk 2007-től
Bár a Demokrata Néppárt, Kereszténydemokrata Néppárt néven 1989-ben újjáalakult, és változó címekkel indított is pártlapot a tömörülés, de Hazánk címmel csak a 2002-es újjáalakulás után folytatta a hagyományt a párt. 2007 februárjától ma is létező folyóirat elsősorban a KDNP tagságának szól.

## Lapszámok
- A Hazánk letölthető lapszámai. Kereszténydemokrácia Tudásbázis, Barankovics István Alapítvány. barankovics.hu (Hozzáférés: 2015. február 19.) arch